# أناتولي تودوروف
أناتولي تودوروف (بالبلغارية: Анатоли Тодоров)‏ هو لاعب كرة قدم بلغاري في مركز الوسط، ولد في 24 أبريل 1985 في صوفيا في بلغاريا. لعب مع بوتيف فراتسا وسبتمفري صوفيا ونادي لوكوموتيف بلوفديف ونادي ليتكس لوفتش.

## وصلات خارجية
- أناتولي تودوروف على موقع قاعدة بيانات كرة القدم.إي يو (الإنجليزية)
- أناتولي تودوروف على موقع Soccerway.com (الإنجليزية)